# Esarcato patriarcale di Gerusalemme e Palestina
L'esarcato patriarcale di Gerusalemme e Palestina è una sede della Chiesa cattolica in Palestina immediatamente soggetta al patriarcato di Antiochia dei Maroniti. Nel 2022 contava 513 battezzati. È retto dall'arcieparca Moussa El-Hage, O.A.M.

## Territorio
L'esarcato patriarcale estende la sua giurisdizione sui fedeli cattolici maroniti residenti a Gerusalemme e nei territori dello Stato di Palestina.
Esso comprende 3 parrocchie.

## Storia
L'esarcato patriarcale di Gerusalemme e Palestina è stato eretto il 5 ottobre 1996.
Fin dalla sua erezione è stato affidato alla cura pastorale dell'arcieparca di Haifa e Terra Santa.

## Cronotassi dei vescovi
Si omettono i periodi di sede vacante non superiori ai 2 anni o non storicamente accertati.
- Paul Nabil El-Sayah (5 ottobre 1996 - 6 giugno 2011 nominato arcivescovo, titolo personale, di curia del patriarcato di Antiochia dei maroniti)
- Moussa El-Hage, O.A.M., dal 16 giugno 2012

## Statistiche
L'esarcato patriarcale nel 2022 contava 513 battezzati.
| anno | popolazione | popolazione | popolazione | presbiteri | presbiteri | presbiteri | presbiteri                | diaconi | religiosi | religiosi | parrocchie |
| anno | battezzati  | totale      | %           | numero     | secolari   | regolari   | battezzati per presbitero | diaconi | uomini    | donne     | parrocchie |
| ---- | ----------- | ----------- | ----------- | ---------- | ---------- | ---------- | ------------------------- | ------- | --------- | --------- | ---------- |
| 2010 | 504         | ?           | ?           |            |            |            |                           | 1       |           |           | 3          |
| 2011 | 504         | ?           | ?           |            |            |            |                           | 1       |           |           | 3          |
| 2012 | 504         | ?           | ?           | 3          |            | 3          | 168                       | 1       |           |           | 3          |
| 2015 | 504         | ?           | ?           | 1          |            | 1          | 504                       | 1       |           |           | 3          |
| 2018 | 504         | ?           | ?           | 1          |            | 1          | 504                       | 1       |           |           | 3          |
| 2020 | 504         | ?           | ?           | 1          |            | 1          | 504                       | 1       |           |           | 3          |
| 2022 | 513         | ?           | ?           | 1          |            | 1          | 513                       | 1       |           |           | 3          |